# Djavan
Djavan Caetano Viana (Maceió, 27 gennaio 1949) è un cantante, compositore e chitarrista brasiliano, conosciuto internazionalmente solo come Djavan.
Djavan combina i ritmi tradizionali sudamericani con la musica popolare statunitense, europea ed africana. In Italia è famoso per le proficue collaborazioni con Loredana Bertè e con Fiorella Mannoia.

## Biografia
Djavan è nato da una famiglia povera a Maceió (capitale dello Stato di Alagoas, nel nord-est del Brasile). Il padre era di origine olandese e la mamma di origini africane. La madre che faceva la lavandaia, specie durante il lavoro, amava intonare le canzoni di Ângela Maria e Nelson Gonçalves.
Durante l'adolescenza imparò a suonare la chitarra da autodidatta. Alla passione per la musica affiancava quella per il gioco del calcio. A diciotto anni formò il gruppo Luz, Som, Dimensão (LSD - "Luce, Suono, Dimensione"), con il quale suonava nei club, nelle spiagge e nelle chiese di Maceió. Nel repertorio il gruppo aveva molti brani dei Beatles. L'anno dopo prese a dedicarsi a tempo pieno alla musica.
Nel 1973 si trasferì a Rio de Janeiro e iniziò a cantare nei locali notturni. Dopo aver partecipato a molti festival, ottenne una certa popolarità e, nel 1976, registrò il suo primo album "A Voz, o Violão e a Arte de Djavan". Nell'album c'era il brano Flor de Lis, che divenne uno dei suoi più grandi successi.
Negli album che seguirono si fecero evidenti nella sua musica le sue passioni e influenze musicali, l'africana in particolare, e vennero fuori veri e propri hits come Açaí, Sina e Samurai impreziosita dall'armonica di Stevie Wonder. Le musiche di Djavan sono diventate tipiche per i loro "colori", nel senso che egli ritrae nelle sue canzoni, con grande abilità, la ricchezza dei colori della quotidianità usando metafore per descriverla come nessun altro autore.
Nel 1999, il suo doppio cd live Ao Vivo ha venduto 1 200 000 copie e la canzone Acelerou è stata nominata miglior canzone brasiliana ai Latin Grammy Awards.
Nel 2015 ha ricevuto un Latin Grammy Award onorario. Nello stesso anno ha pubblicato l'album Vidas Pra Contar.
Le composizioni di Djavan sono state eseguite, tra gli altri, da: Al Jarreau, Toots Thielemans, Carmen McRae, Manhattan Transfer, Loredana Bertè, Fiorella Mannoia, Zucchero Fornaciari, Lee Ritenour, Randy Brecker e, in Brasile, da Caetano Veloso, Chico Buarque, Gal Costa, Lenine, Maria Bethânia, João Bosco, Rosa Passos, Dori Caymmi e Nana Caymmi (figli di Dorival Caymmi), Eliane Elias, Daniela Mercury, Ney Matogrosso, Dominguinhos, Johnny Alf.

## Vita privata
Con la prima moglie Aparecida ha messo al mondo cinque figli, tra cui i cantanti Flávia Virginia e Max Viana e il musicista João Viana. Ha divorziato dopo aver ammesso la relazione extraconiugale con l'attrice Patrícia Pillar, conclusasi peraltro rapidamente. La sua seconda e attuale moglie, Rafaela, gli ha dato le altre sue due figlie.

## Discografia

### Singoli
- 1973 - Qual É (tema di Os ossos do barão)
- 1974 - Presunçosa (tema di Supermanoela)
- 1974 - Calmaria E Vendaval (tema di Fogo Sobre Terra)
- 1975 - Rei Do Mar (tema di Cuca Legal)
- 1975 - Alegre Menina (tema di Gabriela)
- 1977 - Flor De Lis
- 1977 - É Hora (tema di Magia)
- 1978 - Cara De Índio (tema di Aritana)
- 1980 - Meu Bem Querer (tema di Coração Alado)
- 1981 - Seduzir
- 1982 - Samurai
- 1982 - Faltando Um Pedaço (tema di Sétimo Sentido)
- 1982 - Esfinge (tema di Sol de Verão)
- 1984 - Esquinas
- 1984 - Lilás
- 1985 - Infinito
- 1986 - Sina
- 1986 - Segredo
- 1987 - Dou-Não-Dou (tema di Mandala)
- 1989 - Sorri (tema di Pacto de Sangue)
- 1989 - Oceano (tema di Top Model)
- 1990 - Vida Real (tema di Atto d'amore)
- 1991 - Mal De Mim (tema di O Sorriso do Lagarto)
- 1992 - Outono (tema di Pedra Sobre Pedra)
- 1993 - Linha do Equador (tema di O Mapa da Mina)
- 1994 - Sim ou Não (tema di Tropicaliente)
- 1995 - Aliás (tema di A Próxima Vítima)
- 1996 - Tenha Calma
- 1997 - Nem Um Dia (tema di Por Amor)
- 1998 - Meu Bem Querer (temi de Meu Bem Querer)
- 1999 - Gostoso Veneno (con Alcione) (tema di Suave Veneno)
- 2000 - Um Amor Puro (tema di Terra nostra)
- 2002 - Milagreiro (tema di Terra nostra 2 - La speranza)
- 2004 - Se Acontecer (tema di Senhora do Destino)
- 2005 - Dia Azul (tema di A Lua Me Disse)
- 2005 - Sina (tema di Belíssima)
- 2006 - Tatuagem
- 2007 - Delírio Dos Mortais (tema di Duas caras)
- 2012 - Vive (con Maria Bethânia)
- 2015 - Não é um Bolero

### Album
- 1976 - A Voz, o Violão, a Música de Djavan
- 1978 - Djavan
- 1980 - Alumbramento
- 1981 - Seduzir
- 1982 - Luz
- 1983 - Para Viver um Grande Amor (colonna sonora)
- 1984 - Lilás
- 1986 - Meu Lado
- 1987 - Não é Azul, Mas é Mar
- 1988 - Bird of Paradise (versione inglese di Não é Azul, Mas é Mar)
- 1989 - Djavan (Oceano)
- 1990 - Puzzle of Hearts (versione inglese di Djavan, del 1989)
- 1991 - Flor de Lis (edizione internazionale di A Voz, o Violão, a Música de Djavan)
- 1992 - Coisa de Acender
- 1994 - Novena
- 1994 - Esquinas (album con versioni in spagnolo di alcuni dei suoi maggiori successi)
- 1996 - Malásia
- 1998 - Bicho Solto
- 1999 - Djavan Ensaio (raccolta live in DVD)
- 1999 - Djavan ao Vivo (doppio album live)
- 2001 - Milagreiro
- 2001 - Novelas (raccolta)
- 2001 - Djavan ao Vivo (edizione in DVD del cd Djavan ao Vivo, del 1999)
- 2002 - Milagreiro ao Vivo (raccolta live in DVD)
- 2004 - Vaidade
- 2005 - Na Pista, etc. (album di remix di alcuni dei suoi brani più celebri)
- 2007 - Matizes
- 2010 - Ária (raccolta di cover di brani celebri - prevalentemente brasiliani - in versione acustica)
- 2011 - Ária ao Vivo (raccolta live in versione DVD e BluRay)
- 2012 - Ruas dos Amores
- 2013 - Ruas dos Amores ao Vivo
- 2014 - Caixa Djavan - Obra Completa de 1976 a 2010 (cofanetto contenente 20 album rimasterizzati)
- 2015 - Vidas pra Contar
- 2017 - Com mais ninguém
- 2018 - Vesúvio
- 2022 - D